# Otto Warburg (botanik)
Otto Warburg (ur. 20 lipca 1859 w Hamburgu, zm. 10 stycznia 1938 w Berlinie) – niemiecki botanik i ekspert w dziedzinie rolnictwa, pochodzenia żydowskiego, aktywny członek ruchu syjonistycznego, w latach 1911–1921 trzeci prezydent Światowej Organizacji Syjonistycznej.

## Życiorys

### Dzieciństwo i młodość
Otto urodził się w 1859 roku w Hamburgu (Związek Niemiecki), w bogatej zasymilowanej rodzinie żydowskiej, której przodkowie przybyli do Niemiec prawdopodobnie w 1566 roku z Bolonii. W 1879 roku Otto ukończył prestiżowe gimnazjum Johanneum w Hamburgu. Następnie rozpoczął studia botaniczne na Uniwersytecie w Bonn. Po pierwszym semestrze przeniósł się na Uniwersytet Fryderyka Wilhelma w Berlinie, by studiować botanikę i zoologię. W 1883 roku ukończył studia doktoranckie na Uniwersytecie w Strasburgu. Dodatkowo studiował chemię na Uniwersytecie Ludwika i Maksymiliana w Monachium oraz fizjologię na Uniwersytecie Eberharda i Karola w Tybindze.

### Działalność naukowa
W 1855 roku zdecydował się na czteroletnią wyprawę badawczą do Azji Południowej i Południowo-Wschodniej. Jego celem było zbadanie roślinności tropikalnej. Podróż rozpoczął w Indiach, a następnie przez Cejlon, Tajwan, Japonię, Półwysep Koreański, Filipiny, Jawę i Nową Gwineę dotarł do Australii. W swoich badaniach skupił się na lasach tropikalnych, zbierając tysiące próbek różnych roślin i szczegółowo spisując botaniczne obserwacje. Latem 1889 roku powrócił do Niemiec i zajął się katalogowaniem zbiorów. Opisując zebrane próbki, odkrywał nowe rodzaje i gatunki roślin. Specjalizował się w paprotnikach i roślinach nasiennych. W 1891 roku rozpoczął pracę jako wykładowca na berlińskim uniwersytecie. Warburg zdawał sobie sprawę, że ze względu na swoje żydowskie pochodzenie nigdy nie zostanie przyjęty jako profesor na uniwersytet, dlatego już w 1896 roku zaangażował się w tworzenie Kolonialnej Komisji Gospodarczej w Berlinie, której został dyrektorem. W tej roli zajmował się promocją rolnictwa oraz wprowadzaniem nowych upraw roślin w koloniach niemieckich. Był zaangażowany w tworzenie plantacji kakaowców, kawowców i kauczukowców, a następnie rozwijaniem sprzedaży kakao, kawy i kauczuku. Napisał i opublikował monografie poświęcone tym plantacjom. Od 1897 roku rozpoczął przygotowywać podoktorancką pracę naukową na temat roślin leczniczych. Równocześnie prowadził wykłady na temat roślinności tropikalnej na Wydziale Studiów Orientalnych berlińskiej uczelni. Razem z profesorem Weltmanem założył czasopismo naukowe Der Tropen Pflanzer, w którym przez kolejne 24 lata prezentował różne rośliny tropikalne. Jednym z jego najbardziej znanych dzieł naukowych była publikacja dotycząca gałki muszkatołowej.

### Działalność syjonistyczna
Gdy w 1896 roku Theodor Herzl opublikował swój słynny artykuł Państwo żydowskie (niem. Der Judenstaat), ojciec i teść Warburga zainteresowali się ideami nowego ruchu syjonistycznego. Spotkali się oni z Herzlem, a rok później Gustav Gabriel Cohen (teść Warburga) opublikował książkę zatytułowaną „Kwestia żydowska i przyszłość” (niem. Die Judenfrage und die Zukunft). Napisał w niej, że zjawisko antysemityzmu nie zniknie, więc jedynym rozwiązaniem kwestii żydowskiej jest ustanowienie państwa żydowskiego w Ziemi Izraela. Cohen przedstawił książkę Warburgowi, a następnie przedyskutowali jej treść. Warburg wykazał zainteresowanie ruchem syjonistycznym, dostrzegając potrzebę rozwoju rolnictwa w nowych koloniach żydowskich w Palestynie. W 1898 roku osobiście spotkał się z Herzlem, który poprosił go o pomoc. Doświadczenie rolnicze i znajomość botaniki Warburga okazały się niezbędne do ukończenia w 1902 roku książki Herzla pod tytułem „Stare nowe państwo” (niem. Altneuland). Warburg wyraził także chęć pomocy ruchowi syjonistycznemu w praktycznym rozwoju rolnictwa, nie chciał jednak angażować się w działalność ideologiczno-polityczną. W latach 1899 i 1900 Warburg odbył podróż badawczą po Bliskim Wschodzie, odwiedzając Palestynę, Syrię, Turcję i Cypr. Podczas podróży badał lokalną roślinność, koncentrując się na hodowli roślin i zwierząt przydatnych dla osadnictwa żydowskiego w Palestynie. Spotkał się i wymienił wiedzą z Seligiem Soskinem, Josefem Treidlem i Aaronem Aaronsohnem. Ich współpraca zaowocowała potem realizacją licznych projektów, jednak na tym wczesnym etapie badań dostrzeżono duże korzyści gospodarcze z rozwoju hodowli bawełny.
W 1903 roku Warburg uczestniczył w Szóstym Kongresie Syjonistycznym w Bazylei. Stał się on miejscem konfrontacji między Herzlem i jego zwolennikami a syjonistami odrzucającymi brytyjską propozycję osiedlenia się żydowskich kolonizatorów w Ugandzie. Herzl widział, że wszystkie dotychczasowe starania zakończyły się niepowodzeniem, a jedyną sensowną propozycją pozostającą na stole negocjacji był brytyjski plan ugandyjski. Z punktu widzenia kwestii żydowskiej sytuacja wymagała poszukiwania pilnego rozwiązania, gdyż w carskiej Rosji nasilały się pogromy i należało znaleźć miejsce ucieczki dla tysięcy rosyjskich Żydów. Herzl podkreślał przy tym, że plan ugandyjski ma charakter tymczasowego rozwiązania, a końcowym celem syjonizmu nadal pozostaje Palestyna. Plan ten stał się przyczyną wielkiego wewnętrznego kryzysu w ruchu syjonistycznym. W konsekwencji wysłano wyprawę badawczą do Afryki Wschodniej, której celem było zbadanie możliwości żydowskiej kolonizacji na tym obszarze. Do wyprawy dołączył Warburg. Na Szóstym Kongresie Syjonistycznym powołano także do istnienia Komitet Ziemi Izraela. W ramach jego działalności Warburg z Franzem Oppenheimerem rozpoczęli badania rolnicze i medyczne w Palestynie. Ich wyniki zostały opublikowane w publikacji naukowej zatytułowanej „Nowa Ziemia”. Komitet rozpoczął także zakup gruntów w Palestynie oraz ustanowił międzynarodową komisję dla potencjalnych inwestorów w rejonie Morza Martwego.
Gdy w lipcu 1904 roku nagle zmarł Theodor Herzl, Światowa Organizacja Syjonistyczna została pozbawiona swojego najważniejszego lidera. W maju 1905 roku przywództwo objął Dawid Wolffsohn, a u jego boku stanęli Otto Warburg i Max Nordau. W sierpniu tego roku zwołano Siódmy Kongres Syjonistyczny, na którym Warburg szczegółowo przedstawił cele do zrealizowania w Ziemi Izraela: wzrost liczebności ludności żydowskiej, stworzenie podstaw ekonomicznych dobrego rozwoju tej społeczności, budowa nowych kolonii, budowa żydowskich instytucji edukacyjnych i kulturalnych. Równocześnie prowadzone działania dyplomatyczne miały zmierzać w kierunku złagodzenia restrykcji Imperium Osmańskiego, aby Żydzi uzyskali akceptację kolonizacji Palestyny. Podczas kongresu Dawid Wolffsohn został oficjalnie wybrany prezydentem Światowej Organizacji Syjonistycznej, a Warburg jego zastępcą. W 1906 roku Warburg założył w Jerozolimie Akademię Besaleel. W 1907 roku zaproponował Arthura Ruppina na dyrektora Przedsiębiorstwa Ziemi Izraela z siedzibą w Jafie. W tym samym roku Komitet Wykonawczy Światowej Organizacji Syjonistycznej zamroził budżet na działania rozwojowe Warburga (na tym tle doszło do konfliktu między nim a Wolffsohnem), w konsekwencji czego finansował on z własnej kieszeni wynagrodzenie Arthura Ruppina. Warburg szukał sojuszników i w tym celu nawiązał liczne kontakty z międzynarodowymi przywódcami syjonistycznymi, którzy popierali jego praktyczne podejście do osadnictwa w Palestynie. W 1909 roku Warburg i Ruppin założyli wspólną firmę zajmującą się kupnem ziemi w Palestynie. Równocześnie starali się organizować żydowskich lekarzy i naukowców, aby świadczyli usługi medyczne w Palestynie. Najważniejszym ówczesnym wyzwaniem była walka z malarią i jaglicą. Warburg zainicjował utworzenie w 1909 roku gimnazjum Rechawia w Jerozolimie. Była to druga, po gimnazjum Herzlija, szkoła średnia ucząca młodzież w języku hebrajskim. W latach 1911–1921 Warburg był trzecim prezydentem Światowej Organizacji Syjonistycznej.
W 1920 roku Warburg zamieszkał w brytyjskim mandacie Palestyny. W 1922 roku założył Instytut Rolnictwa i Nauki, który w 1931 roku stał się wydziałem rolniczym Agencji Żydowskiej. Instytut miał być przekształcony w Wydział Rolnictwa Uniwersytetu Hebrajskiego, ale w końcu stał się niezależną jednostką badawczą: Centrum Badań Rolniczych i Wulkanicznych. W 1931 roku Warburg został dyrektorem Instytutu Zakładu Botaniki i Zoologii na Uniwersytecie Hebrajskim. Zmarł 10 stycznia 1938 w Berlinie. Został pochowany na cmentarzu w kibucu Deganja Alef.

## Znaczenie
Otto Warburg przyczynił się do rozwoju rolnictwa pierwszych żydowskich kolonii w Palestynie, a przez to dopomógł w procesie kształtowania się podstaw izraelskiego rolnictwa. Odegrał także ważną rolę w rozwoju praktycznego ruchu syjonistycznego. Na jego cześć nazwano izraelski moszaw Sede Warburg.

## Publikacje
- Über den Bau des Holzes von Caulotretus heterophyllus. Diss. rer. nat. Sztrasburg 1883.
- Die Muskatnuss. Ihre Geschichte, Botanik, Kultur, Handel und Verwerthung sowie ihre Verfälschungen und Surrogate. Zugleich ein Beitrag zur Kulturgeschichte der Banda-Inseln. Verlag Engelmann Lipsk 1897.
- Monsunia. Beiträge zur Kenntniss der Vegetation des süd- und ostasiatischen Monsungebietes. Verlag Engelmann Lipsk 1900.
- Die Kautschukpflanzen und ihre Kultur. Berlin 1900.
- Geschichte und Entwicklung der angewandten Botanik. In: Berichte der Deutschen Botanischen Gesellschaft Bd. 19, 1901, strony 153–183.
- Kulturpflanzen der Weltwirtschaft. Verlag R. Voigtländer Lipsk 1908.
- Die Pflanzen Welt. 3 Bände, Bibliographisches Institut Lipsk, Neudruck 1923.

### Nazwy roślin
Rodzaj roślin Warburgia Engl. z rodziny kanellowatych został nazwany jego imieniem. [6]
Na jego cześć nazwano także następujące gatunki:
- Cnidium warburgii H. Wolff [7]
- Aglaonema warburgii Engl. [8]
- Anomopanax warburgii Harms [9]
- Calamus warburgii K. Schum. [10]
- Marsdenia warburgii Schltr. [11]
- Myriactis warburgii Dielsa ex Steenis [12]
- Begonia warburgii K. Schum. I Lauterb. [13]
- Cochleariella warburgii (O. E. Schulz) L. L. Lou [14]
- Bellevalia warburgii Feinbrun [15]
- Trichomanes warburgii Chrystusa w Warb. [16]
- Astracantha warburgii (Bornm.) Podlech [17]
- Pellionia warburgii (H.J.P. Winkl.) R. J. Johns [18].